# 習孔教
習孔教（1536年—1597年），字時甫，號豫南，江西吉安府廬陵縣人，民籍，明朝政治人物。

## 生平
嘉靖三十七年（1558年）戊午科江西鄉試第一名舉人（解元），隆慶二年（1568年）戊辰科三甲第一百名進士。選翰林院庶吉士，授檢討，升編修，萬曆五年（1577年）八月升修撰，十月以疏救翰林院編修吳中行、檢討趙用賢等得罪首輔張居正，十一月以考察降調，六年（1578年）謫泉州府推官，升邵武府同知，得罪官僚，革職歸里。十年（1582年）張居正死後起為南京禮部郎中，十二年（1584年）五月升南京國子監司業，升右春坊右諭德掌南京翰林院事，十七年（1589年）三月以親老乞歸。二十年（1592年）八月起為詹事府少詹事掌翰林院印信，二十一年（1593年）四月升南京禮部右侍郎，二十二年（1594年）正月改南京吏部右侍郎，二十五年（1597年）卒，年六十二。

## 家族
曾祖習璉，壽官；祖父習英俊；父習亮。母劉氏。具慶下。兄習孔道，弟習孔禮、習孔學、習孔敬、習孔化。
萬曆四十六年（1618年），弟習孔化鄉試中舉人，與習孔教相隔六十年之久。此時習孔教已去世多年，然而其父習亮仍在世，封翰林院編修。